# Margaretenkirche (Wahlhausen)

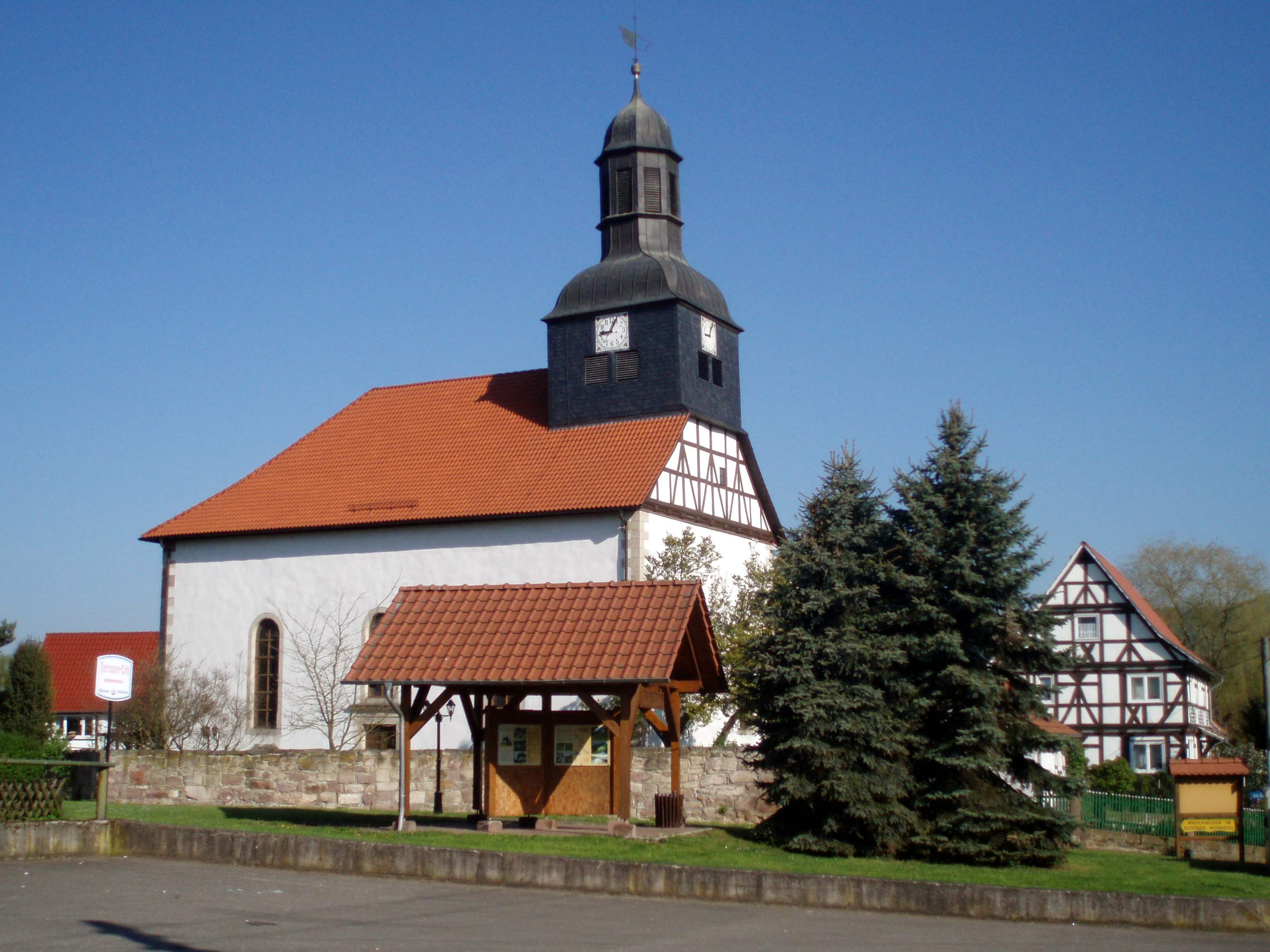
Margaretenkirche

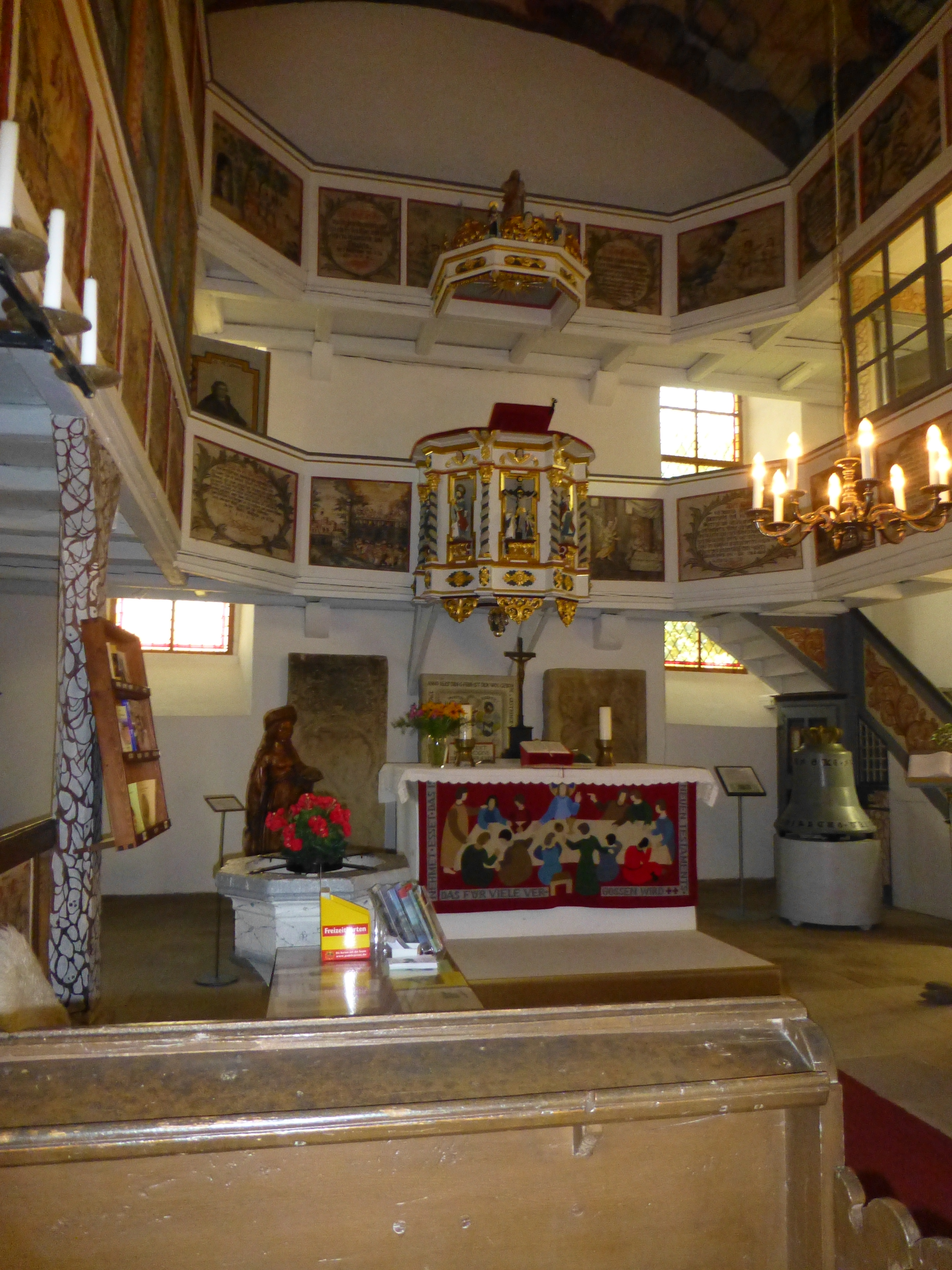
Innenansicht

Die denkmalgeschützte evangelisch-lutherische  Margaretenkirche steht in Wahlhausen, einer Gemeinde im Landkreis Eichsfeld von Thüringen.
Die Kirchengemeinde Wahlhausen gehört zum Pfarrbereich Wahlhausen im Kirchenkreis Mühlhausen der Evangelischen Kirche in Mitteldeutschland.

## Geschichte
Die Saalkirche wurde 1718 als Gutskirche der Hansteiner gebaut. Aufgrund der Reparaturbedürftigkeit der Kirche, vor allem an Dach, Turm und Fenstern, fand ein letzter Gottesdienst im Herbst 1976 statt. Die beiden Kirchenglocken von 1355 und 1422 wurden aus dem einsturzgefährdeten Turm genommen und im Pfarrgarten in einen freistehenden Glockenstuhl gehängt. Zur Vervollständigung des Geläutes wurde noch eine dritte Glocke gegossen. Seit 1986 wurde eine Sanierung durch die Denkmalpflege der DDR durchgeführt. Die Kirche stand zunächst leer, bevor sie im Jahre 1992 wieder eingeweiht wurde.

## Beschreibung
Das einfache Kirchenschiff hat einen rechteckigen Chor, der nicht abgesetzt ist und im Westen einen schiefergedeckten rechteckigen Dachturm. Auf dem quadratischen Aufsatz sitzt eine Haube, die sich in einer achtseitigen Laterne fortsetzt, die von einer Turmkugel bekrönt ist. Der mit einem abgewalmten Satteldach bedeckte Massivbau ist verputzt und mit Ecksteinen versehen. Im Westen ist der Giebel aus Fachwerk. An der Nordseite befinden sich die ehemaligen separaten Zugänge für die Grafen von Hanstein.
Der Innenraum hat umlaufende doppelstöckige Emporen und ist mit einem hölzernen Tonnengewölbe überspannt. Die Patronatsloge ist durch Glasfenster geschlossen. Die Ausmalung von Decke und Brüstungen der Emporen erfolgte 1775 durch Johann Friedrich Ender. Dargestellt sind im Wechsel szenische Bilder und Texte. Das untere Emporengeschoss behandelt das Neue Testament, das obere das Alte Testament. Vor der Ostempore steht ein Kanzelaltar. Links daneben steht eine lebensgroße Skulptur der heiligen Elisabeth. Der aus der Vorgängerkirche stammende Taufstein ist aus dem 16. Jahrhundert, auf der Kuppa befindet sich ein Ornament. Die barocke Kanzel mit Holzfiguren befindet sich mitten über dem Altar in der unteren Empore, sie entstand 1718. An der Tür zur Hansteinschen Patronatsloge befindet sich ein Bild von Martin Luther. Das Taufbecken ist etwa 400 Jahre alt und stammt aus der Vorgängerkirche.
Die Orgel mit 11 Registern, verteilt auf 2 Manuale und Pedal, wurde 1928 im alten Orgelprospekt von Conrad Euler gebaut.